# ریزوم (فلسفه)
ریزوم (Rhizome) اصطلاحی است که توسط ژیل دلوز فیلسوف فرانسوی از زیست‌شناسی وارد فلسفه شده‌است.
وی با ترم ریزوم یک مفهوم فلسفی ساخت.

## مفهوم فلسفی ریزوم (زمین ساقه)
ژیل دلوز در کتاب هزار فلات (هزار سطح صاف) که با همراهی دوستش فیلیکس گاتاری منتشر نموده، بارها به استعاره ریزوم (زمین ساقه) اشاره نموده‌است.
از دیدگاه ژیل دلوز، ریزوم (زمین ساقه) نمایانگر وضعیت نمادین پسامدرنیسم است و او در نقد فلسفه غرب به این موضوع اشاره کرده‌است.
کتاب «هزار سطح صاف» بخشی دارد با عنوان:
Summary of characteristics of rhizome (خلاصه ای از ویژگی‌های ریزوم) و ژیل دلوز که می‌خواهد از آن مفهوم فلسفی بسازد، آگاهانه خصوصیات ریزوم را برجسته کرده‌است.
o ریزوم ریشه‌های فرعی گیاه است و در فاصله‌های میانی ریشه اصلی گیاه می‌روید.
o گیاه ریزوم دار به صورت افقی رشد کرده و ساقه اش در خاک قرار می‌گیرد.
o با قطع بخشی از ساقه ریزوم، گیاه نه می‌خشکد و نه از بین می‌رود، همان‌جا در زیر خاک گسترش می‌یابد و جوانه‌های تازه ایجاد می‌کند.
o ریزوم، برخلاف درخت حتی اگر تماماً شکسته یا از هم گسسته شود باز هم می‌تواند حیات خود را از سر بگیرد و در جهات دیگری رشد کند.
o برخلاف ریشه اصلی درخت که اساساً رو به زمین در دل خاک در یک جهت خاص سیر می‌کند، (ریزوم) به هر سو سَرک می‌کشد و روی خاک در جهات گوناگون پیش می‌رود…
o در بعضی گیاهان ریزوم‌های قدیمی خشک شده و می‌پوسند اما گیاهان جوان که از رشد جوانه‌ها در روی ریزوم تشکیل می‌شوند، خود به خود جدا و مستقل به حیات خود ادامه می‌دهند.
o گیاهان ریزوم دار از طریق قطع ریزوم‌ها یا قلمه گرفتن از آن‌ها تکثیر می‌شوند.
o ریزوم‌هایی که به سرما مقاوم نیستند. در فصل پاییز از خاک بیرون کشیده می‌شوند تا در فصل بهار از هم جدا شده، مجدداً کشت شوند.

## نگاه ریزومی ضد تمرکز است
ژیل دلوز با اشاره به شکل ظاهری درخت (که تقریباً عمودی و رو به بالا است) و ریزوم (که افقی و دراز کشیده روی خاک به هرسو پیش می‌رود) می‌گفت:
ما دو جور نحوه تفکر داریم. تفکر ریزومی و تفکر درختی
و این دو با هم به‌کلی متفاوتند. تفکر ریزومی، فضاها و ارتباطات افقی و چندگانه و همه‌جانبه را تداعی می‌کند اما تفکر درختی با ارتباطات خطی و عمودی و گوش به فرمان سر و کار دارد.
درخت، انتساب است؛ اما ریزوم ارتباط است، فقط ارتباط.
...
تفکر درختی نمایانگر فلسفهِ بودن (و درجا زدن) است حال آنکه تفکر ریزومی، پویا و متکثر بوده و در آن از مرزبندی‌های تفکر خطی خبری نیست.
نگاه ریزومی ضد تمرکز و نظم معمول است و زندگی ایلیاتی و کوچ دائمی کولیان را که با محدودیت و سکون نمی‌سازند، تداعی می‌کند.
تکیه کلام «ژیل دلوز» این بود که درخت تحمیل‌کننده فعل «بودن» است، اما بافت ریزوم، سمبل «شدن» و عطف و ربط است، «و… و… و»...
استعاره ریزوم به‌خوبی دیدگاه ژیل دلوز و دوستش را از مفاهیم کثرت، تفاوت و شدن نشان می‌داد.

## ریزوم و دنیای نت
هر تفکر ریزومی پایانش آغاز تفکر دیگری است و نمی‌توان برای آن آغاز یا پایانی قائل شد.
این تفکر، هویتی چند شبکه ای برای انسان مدرن به ارمغان آورده‌است. هویتی که خود را بسیار و به تکرار می‌شکند و دوباره پیوند برقرار می‌کند. در واقع ریزوم‌ها مابین تفکرات خطی قرار گرفته و آن‌ها را به هم مرتبط می‌کنند.
ژیل دلوز و فیلیکس گاتاری از ریزوم بهره گرفتند تا ورود و خروج غیر سلسله مراتبی و چندگانه را در دستورالعمل برنامه‌ها نشان دهند.
ریزوم (همان‌طور که از شکل ظاهری اش هم پیداست)، فاقد مرکز و رده‌بندی، عاری از دلالت و، بدون راهبر است و برخلاف درخت به‌طور نامحدود گسترش می‌یابد و قادر است فعل بودن را به چالش گرفته و «شدن» را به نمایش بگذارد.
گفته می‌شود دنیای ریزوم گونه اینترنت، تجسم چنین فضای فکری است.
تئوری ریزوم با مجازی سازی و بی مکانی همراه است و عصر جدید که با انقلاب ارتباطات به جهان مجازی و دنیای شبکه‌ای انجامیده، و جهان اینترنت که با فشرده کردن زمان و مکان تاریخی و کنار هم قرار دادن آگاهی‌های گوناگون، شبکه‌ای درهم تنیده از اطلاعات ایجاد کرده‌است. ترسیم‌کننده فضای پویا و سرزنده ریزومی است.
در دنیای مجازی همه جا، همین‌جا است و مجازی سازی (نه بعضی جاها، نه با کُندی و نه با واسطه)، بلکه همه‌جا، برقی و بی واسطه کارکرد دارد و اخبار و اطلاعات تازه را در اختیار همگان می‌گذارد. هر نقطه‌ای از ریزوم می‌تواند به هر نقطه دیگر پیوند بخورد.

## تئوری ریزوم به چندگانگی بها می‌دهد
در یک مجموعه ریزومی، اموری که با همدیگر لزوماً همرنگ و همگون نیستند کنار هم قرار می‌گیرند و به زایش دست می‌زنند.
درواقع تئوری ریزوم به چندگانگی بها می‌دهد و ریزوم، فرهنگ‌های گونه‌گون و متعدد را به هم وصل نموده رابطه جدید می‌سازد.
اندیشه و تصورات ما نیز مثل ریزوم (زمین ساقه) آبشخورهای متفاوت و جورواجور دارد و بر چندگانگی و تفاوت (نه یکپایگی و تضاد) همراه است.
تا قبل از ژیل دلوز در همه رشته‌های مطالعاتی اعم از گیاه‌شناسی، زیست‌شناسی، کالبدشناسی، الهیات، معرفت‌شناسی... مرکزیت و درخت گونگی، (شاخه ای تنومند که ساقه‌ها و برگ‌ها و… همه بدان وابسته اند)، مطرح بود. به عبارت دیگر تفکر غرب قرن‌های متمادی در استیلای الگوی درخت وار بوده‌است. ژیل دلوز و فیلیکس گاتاری در کتاب «هزار سطح صاف» (هزار فلات) به تفصیل به این مسئله پرداخته و آن وضع را به باد انتقاد گرفتند…
آنان نوشتند مجموعه تاریخ تفکر از جمله تاریخ فلسفه بر اساس الگوی درخت وار شکل گرفته‌است و سلسله مراتب عمودوار، درخت گونه و مرکز مدار، عقلانیت غرب را از تک و تا انداخته، دست و پایش را بسته و مانع رشد و نوآوری شده‌است…

## قیامهای ریزوم وار و «ژیل دلوز» ی
تکثرهای فرهنگی در اتصّال با هم معنایی را به وجود می‌آورند که اگرچه به صورت منفرد توی چشم نمی‌آید اما به صورت جمعی قابل تعریف است.
حوادث بعد از انتخابات دوره دهم ریاست جمهوری در ایران و تحولاتی که در مصر و تونس و لیبی… صورت گرفت حضور یا غیبت تظاهرکنندگان به جای حالت عمودی از بالا به پائین، حالتی افقی (حالتی ریزومی) داشت؛ و همین عامل ضربه پذیری آنان را به حداقل رساند.
قیام‌های ریزوم وار و «ژیل دلوز» ی فاقد رهبر و تشکیلات ویژه است و موجودیتش ناشی از رهبری آنها نیست بلکه ناشی از ماهیت شبکه مانند و متصل آنها است.
در واقع ریزوم‌ها مابین تفکرات خطی قرار گرفته و آن‌ها را به هم مرتبط می‌کنند بدین ترتیب هر تفکر ریزومی پایانش آغاز تفکر دیگری است و نمی‌توان برای آن آغاز یا پایانی قائل شد.
ریزوم همواره در میانه است، میان چیزهاست، بینا بودن است.